# 長野県道474号信濃大町停車場線
長野県道474号信濃大町停車場線（ながのけんどう474ごう しなのおおまちていしゃじょうせん）は、JR大糸線の信濃大町駅と国道147号・長野県道31号長野大町線を結ぶ路線。大町市内の駅前通りである。

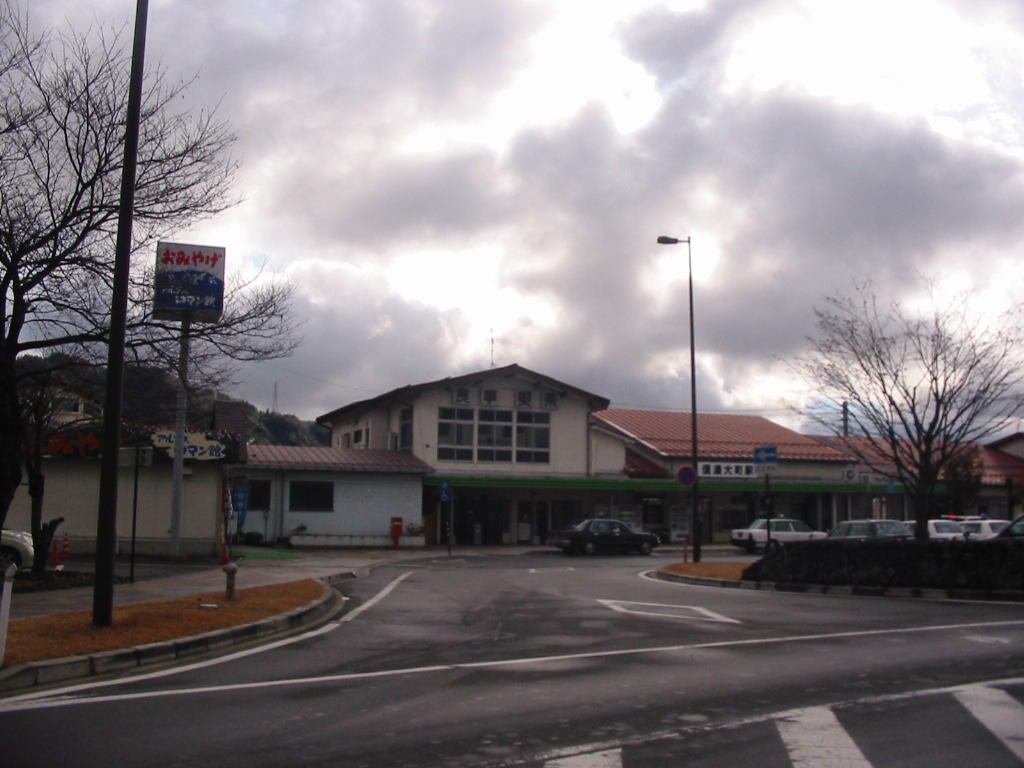
信濃大町駅

## 概要
この路線の前身は県道331号扇沢信濃大町停車場線である。その一部が主要地方道として指定されたことにより、県道331号は廃止され、当該区間が長野県道45号扇沢大町線として認定され、その残存区間である駅前通りが県道474号として指定された。市内の標識にはその名残として未だに県道331号の表示がされている。

### 路線データ
- 起点：信濃大町停車場（JR大糸線信濃大町駅）
- 終点：大町市大字大町（国道147号・長野県道31号長野大町線交点）

## 接続路線
- 国道147号
- 長野県道31号長野大町線
- 長野県道306号有明大町線